# Onthophagus sydneyensis
Onthophagus sydneyensis là một loài bọ cánh cứng trong họ Bọ hung (Scarabaeidae).